# قمبريط مستدق الطرف
قمبريط مستدق الطرف (الاسم العلمي:Combretum acuminatum) هو نوع من النباتات يتبع جنس القمبريط من الفصيلة القمبريطية.